# Black box (Zeitschrift)
black  box (Eigenschreibweise: black box – Filmpolitischer Informationsdienst) ist ein deutschsprachiges Periodikum.

## Geschichte
Die Film-Fachzeitschrift wird seit März 1984 von Ellen Wietstock herausgegeben. Sie erscheint alle sechs Wochen im DIN-A4-Format in einer Auflage von etwa 2.000 Exemplaren und ist im Abonnement per Postversand erhältlich, seit 2021 auch im Digital-Abonnement. Design und Schriftzug entwickelte Joachim Schmid für die Erstausgabe im Jahr 1984. Das Design blieb über 30 Jahre unverändert. Am 18. Januar 2022 erschien die Jubiläumsausgabe Nr. 300. Bis 2023 sind 310 Print-Ausgaben sowie mehrere Sammelbände erschienen.

## Inhalte
Inhaltlicher Schwerpunkt von black box ist die deutsche Filmpolitik.  Die Herausgeberin Ellen Wietstock und wechselnde Mitwirkende führen Interviews mit zentralen Figuren der deutschen Filmförderungen und veröffentlichen regelmäßig Gespräche mit Fachleuten aus dem Filmbereich. Dazu gibt es Daten, Fakten und kritische Analysen von Entscheidungen der deutschen Filmförderungsgremien.
Weiterhin liefert black box die Auflistung aller wichtigen Einreichtermine für Filmförderungen im deutschsprachigen Raum und einen umfassenden Überblick über Förderentscheidungen.

## Autorinnen und Autoren (Auswahl)
- Michael Friederici
- Silvia Hallensleben
- Max-Peter Heyne
- Reinhard Kleber
- Margret Köhler
- Gabriele Leidloff
- Tanja C. Krainhöfer
- Dietrich Leder
- Rüdiger Suchsland
- Ellen Wietstock

## Edition black box
Von 1988 bis 1991 gab Ellen Wietstock mit der edition black box auch Bücher zu Entwicklungen im Filmvertrieb heraus.
- Videovertrieb in der Bundesrepublik Deutschland. edition black box, Hamburg 1988, ISSN 0935-204X.
- Filmkongresse. edition black box, Hamburg 1990, ISBN 978-3-9802862-0-6.
- Der deutsche Film – vertrieben zwischen Kino und Kabelfernsehen. edition black box, Hamburg 1990, ISSN 0935-204X.
- Filmfinanzierung – Medienforum Nordrhein-Westfalen. Hrsg. von Elke Baur, Hamburg 1992, ISBN 978-3-9802862-2-0.
- Der deutsche Film – vertrieben zwischen kultureller und nichtgewerblicher Filmarbeit. edition black box, Hamburg 1993, ISSN 0935-204X.
- black box Bestandsaufnahme – 20 Jahre Filmpolitischer Informationsdienst 1984–2004. Wietstock, Hamburg 2004, ISBN 978-3-9810008-0-1.